# Operation Blessing
Operation Blessing International Relief and Development Corporation (OB) es una organización humanitaria sin fines de lucro, fundada en los Estados Unidos en el año de 1978, OBI ha trabajado en más de 90 países y en todo Estados Unidos. Implementando programas que brindan ayuda en casos de desastre, ayuda médica, agua potable, alivio del hambre, desarrollo comunitario y cuidado de huérfanos, Operation Blessing está gobernada por una junta directiva nacional.

## Historia
Fue fundada el 14 de noviembre de 1978 por el empresario y televangelista Pat Robertson, Operation Blessing se creó originalmente para ayudar a las personas y familias en apuros satisfaciendo sus necesidades de artículos como ropa, electrodomésticos y vehículos con artículos donados por los espectadores del Club 700, programa de televisión presentado por Robertson. En coordinación con las iglesias locales y otras organizaciones, OBI amplió su programa de fondos de contrapartida para incluir también provisiones de alimentos y asistencia financiera para familias de bajos ingresos. En 1990, Operation Blessing comenzó a pasar de la asistencia individual a ayudar a financiar centros de extensión en los EE. UU. que brindan un impacto comunitario amplio a través de sus asociaciones con ministerios locales, despensas de alimentos y refugios. A nivel internacional, OBI continuó expandiendo sus esfuerzos médicos, de alivio del hambre y de desastres y, en 1986, Operation Blessing International Relief and Development Corporation se incorporó oficialmente como una organización sin fines de lucro.

## Actividades

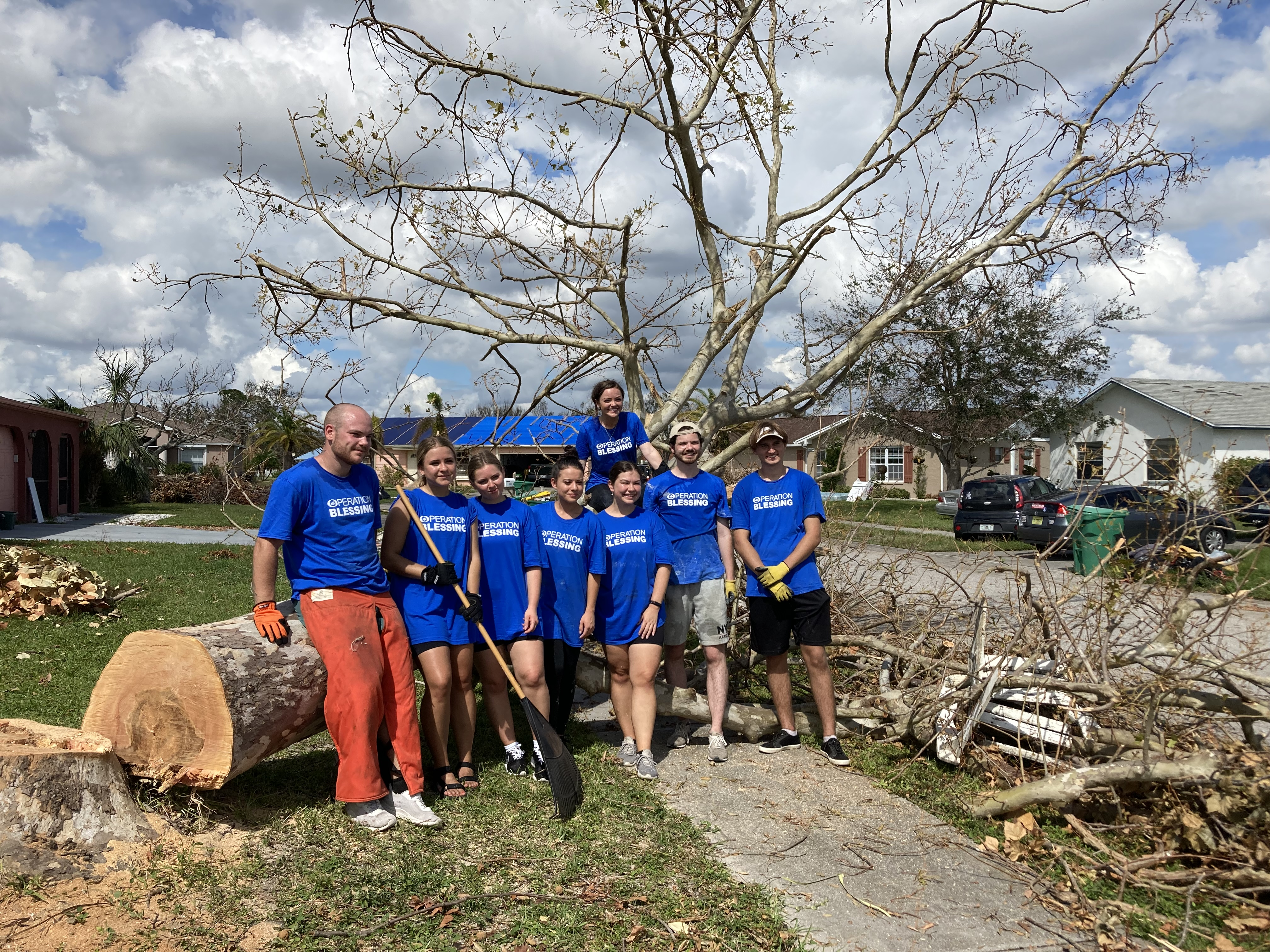
Un equipo de Operation Blessing asistiendo a un propietario en Port Charlotte, Florida, después del huracán Ian.

Según el sitio web oficial de la organización, la declaración de misión de Operation Blessing es "... demostrar el amor de Dios aliviando la necesidad y el sufrimiento humanos en los Estados Unidos y en todo el mundo". Operation Blessing opera de forma continua en docenas de países de todo el mundo, implementando programas que brindan ayuda estratégica en casos de desastre, ayuda médica, alivio del hambre, agua limpia y desarrollo comunitario.

### Presencia de la organización ante en desastres
Operation Blessing, se ha especializado en socorros en casos de desastres, se ha involucrado más recientemente en el trabajo de socorro doméstico para las víctimas de graves inundaciones en Nebraska, tornados en Alabama y huracanes Michael y Florence en Florida y Carolina del Norte. A nivel internacional, la Operación Bendición está ayudando a las víctimas de la crisis humanitaria en Venezuela y las víctimas del ciclón Idai en el este de África.
A raíz de un devastador brote del virus Zika en América Latina y el Caribe, Operation Blessing empleó tortugas juveniles, peces y copépodos para comer larvas de mosquito antes de que los insectos puedan propagar el virus. Operation Blessing también está luchando contra la propagación del Zika a través de la educación, mosquiteros y repelentes de insectos para proteger a los más vulnerables, especialmente a las mujeres embarazadas y sus hijos por nacer.
La organización también brindó ayuda durante el terremoto de abril de 2015 en Nepal, y después del tifón Haiyan de 2013 en Filipinas, el tornado de Moore de 2013 en Oklahoma y el brote de tornados del 17 de noviembre de 2013 en Illinois, los huracanes Sandy e Isaac, el huracán de 2011 terremoto y tsunami en Japón; la hambruna del Cuerno de África de 2011; tornados de 2011 en Virginia, Alabama y Misuri; el brote de cólera en Haití de 2010-2011; y el terremoto de Haití de 2010.
Además, Operation Blessing financió esfuerzos de socorro y recuperación en respuesta a la guerra en Irak, Siria, Israel, Sudán del Sur, Malí, Somalia y Líbano.
Anteriormente, la ONG también ayudó a las víctimas del desastre a raíz del terremoto del Océano Índico de 2004 (tsunami de Indonesia), así como los esfuerzos de recuperación en las áreas afectadas por el huracán Katrina; y la crisis alimentaria de Níger.

### Programa de asistencia médica
A nivel internacional, los equipos médicos de Operación Bendición ofrecen atención médica gratuita (servicios médicos generales, ópticos, dentales y quirúrgicos) y medicinas a familias empobrecidas, muchas de las cuales no pueden pagar dicho tratamiento o viven en áreas rurales sin acceso regular a clínicas de salud. También están desarrollando equipos de trabajadores comunitarios de la salud para ayudar a prevenir y detectar enfermedades en las aldeas rurales, así como distribuir mosquiteros tratados con insecticida para niños y mujeres embarazadas para reducir el riesgo de ser picados por mosquitos portadores de malaria.

### Programa de Agua limpia
Los equipos de Operación Bendición perforan pozos de agua en comunidades empobrecidas para proporcionar a los aldeanos una fuente accesible de agua limpia, lo que previene muchas enfermedades transmitidas por el agua y reduce la cantidad de tiempo que las mujeres y los niños dedican a recolectar agua. En áreas de gran altitud donde los pozos no son una opción, las cisternas instaladas por Operación Bendición recolectan y almacenan agua de lluvia. Operation Blessing también instala grandes sistemas de purificación de agua que purifican hasta 10,000 galones de agua por día, a menudo utilizados durante desastres o para áreas de alto volumen como hospitales.
Operation Blessing también fabrica cloro para desinfectar suministros de agua para hospitales, incluido el hospital más grande de Juba, Sudán del Sur, y el Hospital Mirebalais en Haití . La producción adicional de cloro está contribuyendo al esfuerzo de lucha contra el ébola en Liberia . En varios países en desarrollo, Operation Blessing distribuye mochilas de agua PackH2O, instala sistemas de agua comunitarios rurales e incluso utiliza tecnología de desalinización para convertir el agua de mar en agua potable.

### Bancos de alimentos
En los Estados Unidos, los camiones Hunger Strike Force de Operation Blessing entregan un promedio de casi 2 millones de libras de alimentos y productos cada semana a ministerios locales, despensas de alimentos, refugios y más en todo Estados Unidos. A nivel internacional, las distribuciones de alimentos de Operation Blessing están ayudando a combatir el hambre y reducir la desnutrición al brindar ayuda alimentaria de emergencia a niños y familias en crisis. Además, los esfuerzos de seguridad alimentaria como los bancos de granos, la capacitación agrícola y las piscifactorías están trabajando para establecer un alivio del hambre a largo plazo en áreas afectadas por la sequía, la hambruna y la pobreza.

### Programa de microcréditos
Los proyectos y préstamos para microempresas están ayudando a equipar a hombres y mujeres con habilidades laborales comercializables y los recursos necesarios para abrir pequeñas empresas en países como Honduras, Filipinas, Perú e India. Los cursos de capacitación en electricidad y panadería, así como las iniciativas de desarrollo comunitario, como huertas y centros de costura, están ayudando a mejorar las condiciones de vida de las familias empobrecidas y desarrollar comunidades más fuertes.

### Niños vulnerables
Los programas Bless-A-Child de Operation Blessing brindan nutrición, educación, atención médica y más a niños vulnerables, al mismo tiempo que ayudan a los huérfanos con VIH/sida, a los niños de la calle que viven en la pobreza y a los rescatados del tráfico de niños.

## Asociaciones
Operation Blessing se asocia con muchas otras organizaciones y organizaciones sin fines de lucro, incluidas Mayo Clinic de Minnesota, International Justice Mission, Free Wheelchair Mission y Tide Loads of Hope. OBI también realizó distribuciones anuales de alimentos con equipos deportivos profesionales como Kansas City Chiefs, Kansas City Royals, Washington Redskins y Jacksonville Jaguars.

## Afiliación
Operation Blessing es miembro de la Asociación de Organizaciones Evangélicas de Ayuda y Desarrollo (AERDO) y está registrada en la Agencia Federal para el Manejo de Emergencias (FEMA) y la Agencia de los Estados Unidos para el Desarrollo Internacional (USAID). OBI también es miembro nacional de las Organizaciones Voluntarias Nacionales Activas en Desastres (NVOAD), la Campaña Federal Combinada (CFC), las Caridades de Servicio Cristiano, las Organizaciones de Servicio Cristiano de América (CSOA), la Red de Compasión Global, la Asociación de Camiones de Virginia y la Asociaciones Americanas de Camiones (ATA).

## responsabilidad financiera
Operation Blessing es miembro del Consejo Evangélico para la Responsabilidad Financiera (ECFA) y es auditado anualmente por KPMG, LLP.

## Controversia
Después de hacer súplicas emocionales en 1994 en The 700 Club para donaciones en efectivo a Operation Blessing para apoyar los puentes aéreos de refugiados de Ruanda a Zaire, un reportero de The Virginian-Pilot descubrió más tarde que los aviones de Operation Blessing transportaban equipos de extracción de diamantes. para African Development Corporation, propiedad de Robertson, una empresa que Robertson había establecido en cooperación con el dictador de Zaire, Mobutu Sese Seko, con quien Robertson se había hecho amigo a principios de 1993. Según los documentos de la Operación Bendición, Robertson era dueño personalmente de los aviones utilizados para los puentes aéreos de la Operación Bendición.
Robertson continúa afirmando que la Operación Bendición fue en gran parte responsable de brindar ayuda a Ruanda luego del genocidio de 1994, incluso después de que una investigación oficial sobre la Operación Bendición la describiera como una operación "fraudulenta y engañosa" que casi no brindó ayuda.[cita requerida] Un informe de 1999 concluyó que, si bien la solicitud de donaciones de Robertson para Operation Blessing había sido engañosa, no fue un intento intencional de cometer fraude. Un artículo de septiembre de 2013 en The Guardian declaró que todo lo que hicieron los voluntarios de la Operación Bendición fue recitar pasajes de la Biblia a los refugiados moribundos. Robertson fue acusado de atribuirse el mérito del trabajo realizado por Médicos Sin Fronteras. 
En diciembre de 2013, el diario The Guardian emitió una disculpa a Operation Blessing, retractándose de muchas de sus acusaciones, reconociendo que no habían mencionado un informe adicional que absolviera a Operation Blessing de cualquier irregularidad y accediendo a hacer una donación a los "esfuerzos de ayuda para las víctimas" de Operation Blessing. del tifón en Filipinas".